# Стилианос Мавромихалис
 Тази статия е за деецът на гръцката пропаганда в Македония.  За министър-председателя на Гърция вижте Стилианос Мавромихалис (политик).  
Стилианос Мавромихалис или капитан Мавроматис (на гръцки: Στυλιανός Μαυρομιχάλης, Μαυρομάτης) е гръцки офицер и революционер, деец на Гръцката въоръжена пропаганда в Македония от началото на XX век.

## Биография
Стилианос Мавромихалис достига офицерски чин в гръцката армия. Назначен е за служител в гръцкото консулство в Кавала и успоредно с това подпомага гръцката пропаганда в района. Неговата задача е да улеснява влизането и да организира снабдяването с оръжие на гръцките чети, дебаркиращи с лодки в залива край града. Подпомогнат е от гръцките офицери Димитриос Вардис (старши лейтенант от конницата) в Алистрат и Ксенофон Антониадис във Валовища. Заедно с митрополит Хрисостом Драмски и Николаос Маврудис организира гръцката пропаганда и в районите на Драма и Правища.